# Anna Lindhs plats, Malmö

Anna Lindhs plats.

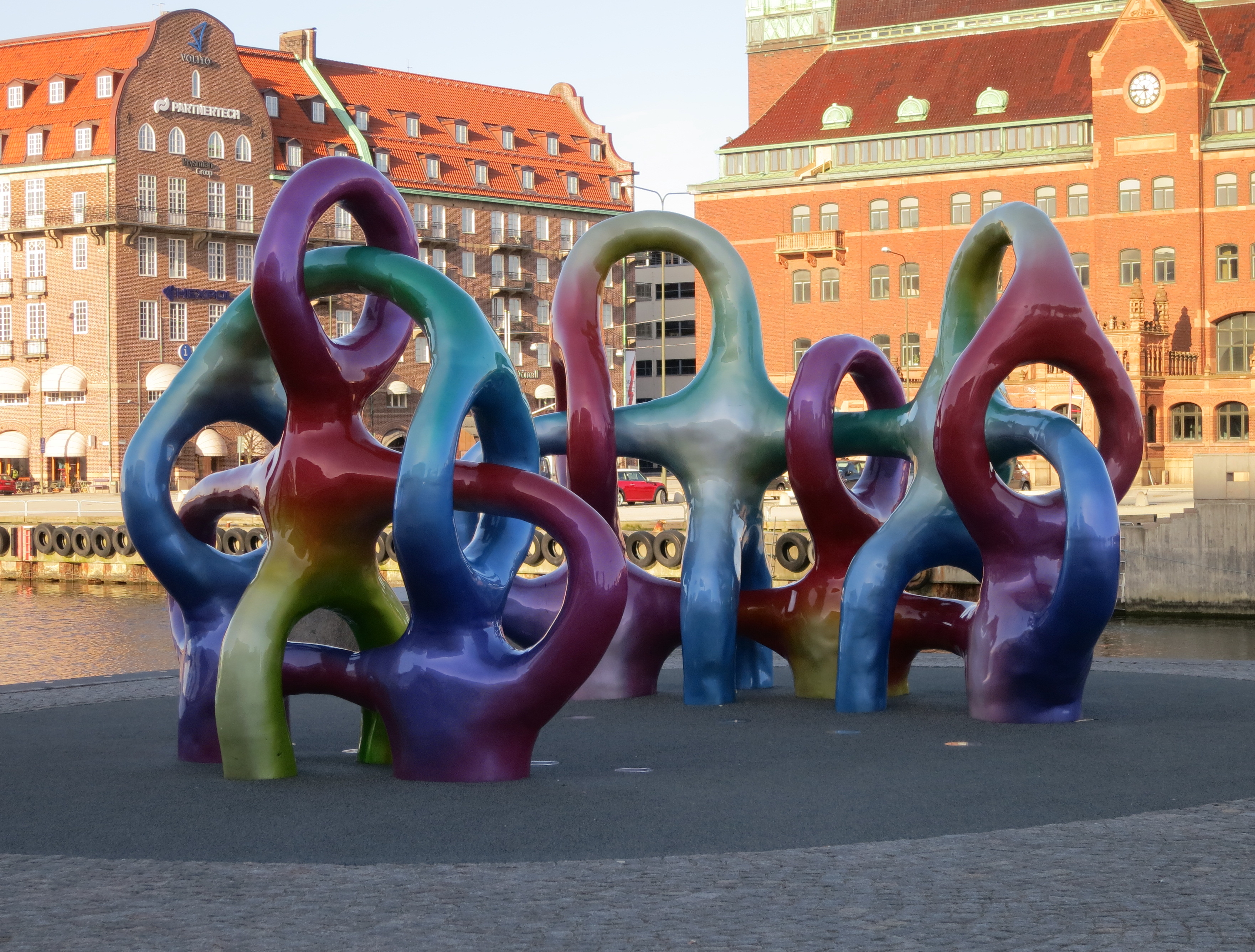
Skulpturen Spectral self container av Matti Kallioinen på Anna Lindhs plats.

Anna Lindhs plats är en öppen plats intill Malmö C, Malmö Västra, Bagers plats och Hjälmarekajen, namngiven efter Anna Lindh. På andra sidan Hjälmarekajen ligger Posthusplatsen.

## Historik
År 2007 beslutades det att södra delen av Hjälmarekajen skulle heta Anna Lindhs plats.
Platsen har tidigare varit en del av kommunikationsytan mellan stationerna  Malmö C och Malmö V, där dess östra sida utgjordes av anslutningen av en kombinerad väg- och järnvägsbro, Suellsbron, som löpte över hamnkanalen. I samband med olika hamnutbyggnader och förändringar har bron ersatts och då man fyllt igen delar av inre hamnen har dess längd minskat. I den norra delen av denna utfyllnad, som sedermera blev en del av Hjälmarekajen, är Anna Lindhs plats belägen delvis, där Malmö Västras bangård tog slut började Bagers plats, idag en del av Anna Lindhs plats och Bagers plats är numera där Bagerskajen låg. I Samband med Citytunnelns tillkomst har detta utfyllnadsområde utökats till dagens utseende.. Området har således alltid varit en öppen plats, även om delar av området tidigare varit hamnkanal eller kaj med bangårds- och vägområde.